# 第44回天皇杯全日本サッカー選手権大会
第44回天皇杯全日本サッカー選手権大会（だい44かい てんのうはいぜんにほんサッカーせんしゅけんたいかい）は、1965年（昭和40年）1月11日から17日まで王子競技場で開かれた天皇杯全日本サッカー選手権大会である。

## 概要
- 本大会には実業団および学生（前回優勝の早稲田大学と開催地推薦の関西学院大学を含む）上位各5チーム計10チームに出場権が与えられた。
- この大会では天皇杯史上唯一グループリーグ方式が採用された。5チームずつの2グループに分けてA・B各リーグ1位が決勝戦に進出した。各リーグ2位は三位決定戦を行った。
- 決勝戦は八幡製鉄と古河電工が進出。延長戦を戦っても決着が付かず史上初の両チーム優勝となった。現在のレギュレーションでは決勝戦もPK戦により決着を付けるため天皇杯史上唯一の両チーム優勝となっている。
- 最終日の2試合（決勝および3位決定戦）は朝日新聞社の主催による朝日招待サッカー大会を兼ねて行われた。
- この大会の次に関西で決勝戦が行われるのは2016年の第96回大会となる。

## 出場チーム

### 実業団
- 八幡製鉄（実業団選手権優勝、10回目）
- 日立本社（実業団選手権準優勝、4回目）
- 東洋工業（協会推薦、14回目）
- 三菱重工（協会推薦、初出場）
- 古河電工（協会推薦、5回目）

### 学生
- 早稲田大学（協会推薦・前回優勝、7回目）
- 明治大学（関東大学優勝、5回目）
- 関西大学（関西学生優勝、5回目）
- 日本大学（インカレ優勝、初出場）
- 関西学院大学（協会推薦・開催地、8回目）

## 結果

### Aリーグ
| 順位 | チーム     | 勝点 |     | 八幡 | 早大 | 三菱 | 関大 | 日大 |
| ---- | ---------- | ---- | --- | ---- | ---- | ---- | ---- | ---- |
| 1    | 八幡製鉄   | 8    |     | 2-1  | 3-0  | 2-1  | 5-1  |      |
| 2    | 早稲田大学 | 6    | 1-2 |      | 4-0  | 2-0  | 7-0  |      |
| 3    | 三菱重工   | 4    | 0-3 | 0-4  |      | 3-0  | 4-0  |      |
| 4    | 関西大学   | 2    | 1-2 | 0-2  | 0-3  |      | 7-1  |      |
| 5    | 日本大学   | 0    | 1-5 | 0-7  | 0-4  | 1-7  |      |      |

### Bリーグ
| 順位 | チーム       | 勝点 |     | 古河 | 東洋 | 日立 | 関学 | 明大 |
| ---- | ------------ | ---- | --- | ---- | ---- | ---- | ---- | ---- |
| 1    | 古河電工     | 7    |     | 1-1  | 2-1  | 1-0  | 4-0  |      |
| 2    | 東洋工業     | 5    | 1-1 |      | 4-1  | 2-3  | 1-0  |      |
| 3    | 日立本社     | 4    | 1-2 | 1-4  |      | 3-2  | 3-2  |      |
| 4    | 関西学院大学 | 2    | 0-1 | 3-2  | 2-3  |      | 2-4  |      |
| 5    | 明治大学     | 2    | 0-4 | 0-1  | 2-3  | 4-2  |      |      |

※勝ち点は勝2・引分1・負け0

### 決定戦
|  | 3位決定戦     |   |
|  |               |   |
|  | 1965年1月17日 |   |
|  |               |   |
|  | 早稲田大学    | 1 |
|  | 早稲田大学    | 1 |
|  | 東洋工業      | 2 |
|  | 東洋工業      | 2 |

|  | 決勝          |   |
|  |               |   |
|  | 1965年1月17日 |   |
|  |               |   |
|  | 八幡製鉄      | 0 |
|  | 八幡製鉄      | 0 |
|  | 古河電工      | 0 |
|  | 古河電工      | 0 |

※延長・両チーム優勝

## 参考資料
- 第94回天皇杯全日本サッカー選手権大会大会パンフレット (p. 56)